# Ponte Nizza
Ponte Nizza é uma comuna italiana da região da Lombardia, província de Pavia, com cerca de 864 habitantes. Estende-se por uma área de 23 km², tendo uma densidade populacional de 38 hab/km². Faz fronteira com Bagnaria, Cecima, Godiasco, Gremiasco (AL), Montesegale, Val di Nizza, Varzi.

## História

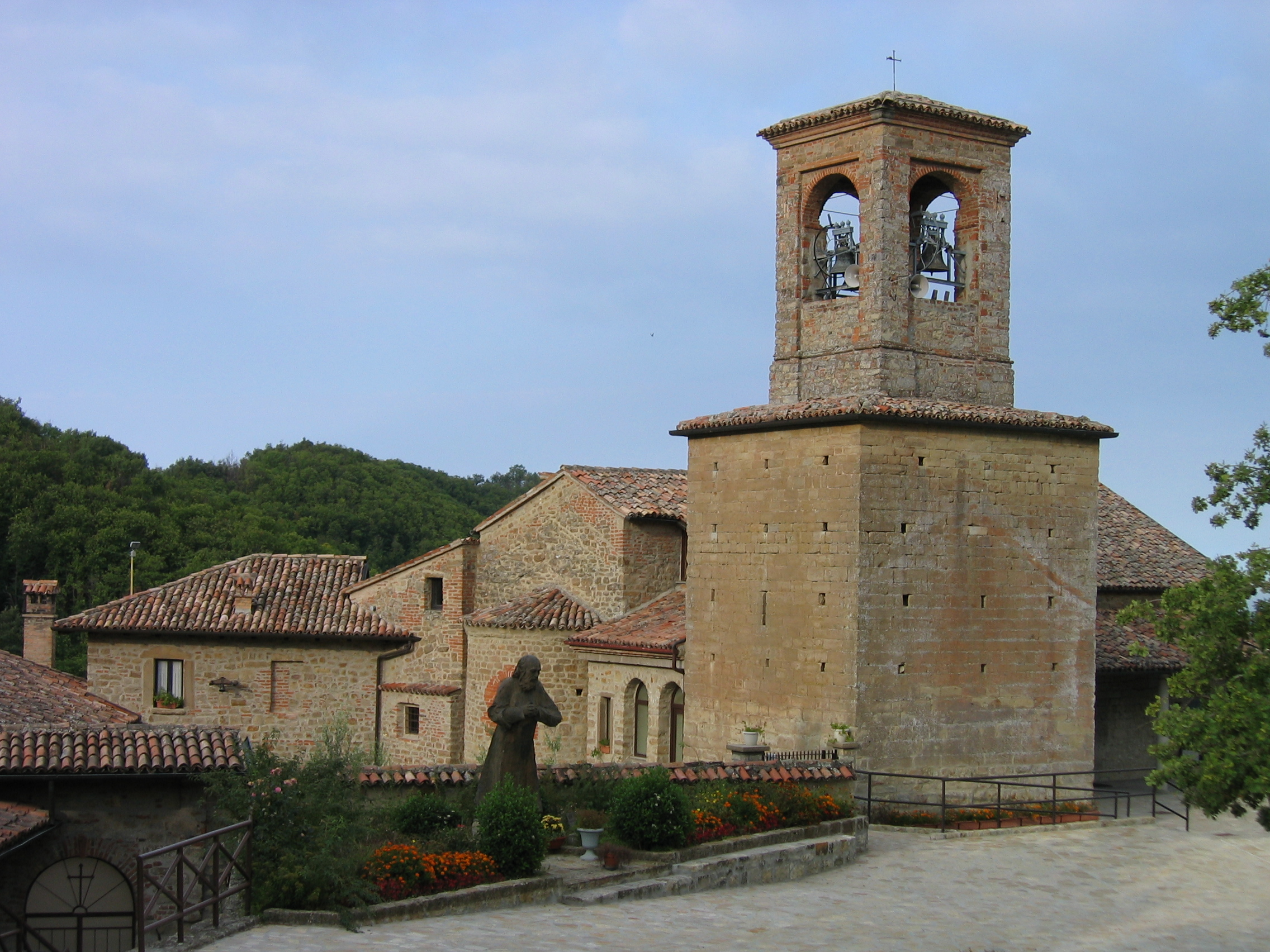
Clausura de Santo Alberto de Butrio, situado em Ponte Nizza

A comuna de Ponte Nizza foi constituida em 21 de Junho de 1928 pela união das comunas de Pizzocorno, Trebbiano Nizza, San Ponzo Semola e Cecima, esta última recuperando sua autonomia no ano de 1956.

## Demografia
| Variação demográfica do município entre 1861 e 2011                               |
|                                                                                   |
| Fonte: Istituto Nazionale di Statistica (ISTAT) - Elaboração gráfica da Wikipedia |